# دنیل اشمیت
دنیل اشمیت (ژاپنی: シュミット・ダニエル؛ زادهٔ ۳ فوریهٔ ۱۹۹۲) یک بازیکن فوتبال اهل ژاپن است.که در باشگاه فوتبال خنت بلژیک در پست دروازه‌بان بازی می‌کند.
از باشگاه‌هایی که در آن بازی کرده‌است می‌توان به Vegalta Sendai، Roasso Kumamoto، باشگاه فوتبال ماتسوموتو یاماگا،
باشگاه فوتبال سنت ترویدنس اشاره کرد.